# Hélder Muianga
Hélder Carlos "Mano-Mano" Muianga, ismertebb nevén Mano-Mano (Maputo, 1976. szeptember 28. –) egykori mozambiki válogatott labdarúgó, aki Magyarországon a Budapest Honvédban futballozott. 2015 óta ő a mozambiki labdarúgó-válogatott szövetségi kapitánya.